# Molophilus asthenes
Molophilus asthenes là một loài ruồi trong họ Limoniidae. Chúng phân bố ở miền Australasia.